# Auriparus flaviceps
El pájaro moscón baloncito (Auriparus flaviceps) también conocido como baloncito o baloncito verdín, es una especie de ave paseriforme de la familia Remizidae. Es la única especie en el género Auriparus y la única especie de la familia en el Nuevo Mundo.

## Descripción
Es un pájaro de tamaño pequeño. Mide unos 11 cm de longitud y rivaliza con el sastrecito común (Psaltriparus minimus) como uno de los paseriformes más pequeños en América del Norte. Es de color gris en general, y los adultos tienen la cabeza de color amarillo brillante y un parche rojizo en las coberteras. A diferencia de los herrerillos, tiene el pico con la punta afilada.
Es insectívoro, alimentándose continuamente entre árboles desérticos y matorrales. Por lo general son solitarios excepto en la temporada de reproducción. Ocasionalmente intentará obtener fragmentos de agua azucarada seca en los comederos para pájaros.

## Distribución
Es residente permanente en el suroeste de Estados Unidos y el norte de México, desde el sureste de California a Texas, a lo largo de Baja California y el centro de México, al norte del Eje Neovolcánico.

## Subspecies
Se reconocen seis subespecies:
- A. f. acaciarum Grinnell, 1931
- A. f. flaviceps (Sundevall, 1850)
- A. f. hidalgensis A. R. Phillips, 1986
- A. f. lamprocephalus Oberholser, 1897
- A. f. ornatus (Lawrence, 1851)
- A. f. sinaloae A. R. Phillips, 1986